# سامانه‌های آنلاین املاک
سامانه‌های آنلاین املاک نسخهٔ اینترنتی صنعت معاملات ملک است. ایدهٔ پشت این سامانه‌ها انتشار اطلاعات املاک در اینترنت جهت رهن یا فروش است. در برخی موارد خود صاحب خانه‌ها اقدام به ارائهٔ اطلاعات در اینترنت می‌نمایند، ولی در برخی موارد دیگر نماینده‌هایی از بنگاه‌های معاملات ملکی این اطلاعات این کار را انجام می‌دهند.
پدیدهٔ سامانه‌های آنلاین املاک اولین بار در سال ۱۹۹۹ با پیشرفت نسبی فناوری اینترنت به وجود آمد. آمار نشان می‌دهد در سال ۲۰۰۰ در آمریکا ۱ میلیون خانه به این شکل فروخته شد.
از جمله وبسایت‌های بزرگ در این زمینه می‌توان به موارد ذیل اشاره کرد: Zillow, Trulia, Yahoo! Real Estate, Redfin، و Realtor.com.

## انواع سامانه‌های آنلاین املاک

### نسل اول
این نسل صرفا مرجعی برای ثبت آگهی فروش املاک و مستغلات بود و امکانات دیگری در اختیار کاربران قرار نمی‌داد. این نسل مانند روزنامه‌های نیازمندی، آگهی‌ها را در خود منتشر می‌کردند. جستجوی ملک در این سامانه‌ها بسیار سخت بود، به همین دلیل بعد از پیشرفت فناوری‌های تحت وب و سامانه‌های آنلاین این نسل، جای خود را به نسل دوم داد.

### نسل دوم
در این نسل، آگهی‌ها به صورت فهرست نمایش داده شدند و کاربر امکان غربالگری آگهی‌هایی که متناسب با نیاز او بود را در اختیار داشت. امکان جستجو و دسته‌بندی آگهی‌ها بر اساس کشور، شهر و محله در نسل دوم به سامانه‌های آنلاین املاک اضافه شد. نسل دوم سامانه‌های آنلاین املاک کمک بزرگی به تسهیل فرآیند جستجوی ملک کردند. در سال‌های اخیر و با پیشرفت هوش مصنوعی این نسل، جای خود را به نسل سوم داد.

### نسل سوم
در این نسل، هوش مصنوعی برای کمک به غربالگری آگهی در فرآیند جستجوی ملک وارد سامانه‌های آنلاین املاک شد. در نسل سوم کاربر علاوه بر اینکه بر اساس نیاز خود آگهی‌ها را غربالگری می‌کند، هوش مصنوعی هم پیشنهادهایی را بر اساس نیازهای کاربر به او ارائه می‌کند. این سامانه‌ها آگهی‌های جدید غربال شده را در فواصل زمانی مناسب برای کاربر جستجوکننده املاک ارسال می‌کند. علاوه بر موارد فوق در این نسل، سامانه‌های آنلاین املاک پلی میان مشاوران املاک و خریداران ملک هستند و این امکان را دارند تا در صورت تمایل کاربر، درخواست و مشخصات ملک مورد نیاز کاربر را برای مشاوران املاک مرتبط ارسال کنند تا این مشاوران در مراحل انتخاب ملک، مشاوره‌های لازم را به کاربران ارائه کنند. این نسل با امکانات جدید خود فرآینده جستجو ملک را برای کاربر بسیار آسان کرده است.